# San Leonardo de Yagüe
San Leonardo de Yagüe är en kommun i Spanien.   Den ligger i provinsen Provincia de Soria och regionen Kastilien och Leon, i den centrala delen av landet, 170 km norr om huvudstaden Madrid. Antalet invånare är 2 274.